# سيتشي كيشي
سيتشي كيشي (باليابانية: 岸清一؛ بالكانا: きし せいいち) هو محامي ياباني، ولد في 3 أغسطس 1867 في ماتسوا في اليابان، وتوفي في 29 أكتوبر 1933.